# Distrito de San José (Pacasmayo)
El distrito de San José es uno de los cinco que conforman la provincia de Pacasmayo, ubicada en el departamento de La Libertad en el Norte del Perú.
Limita por el con el distrito de Guadalupe; por el Oeste y el Noroeste con el distrito de Jequetepeque; por el Noreste y el Este con la provincia de Contumazá (Cajamarca); por el Sur y el Sureste con el distrito de San Pedro de Lloc; y, por el Suroeste con el distrito de Pacasmayo.  

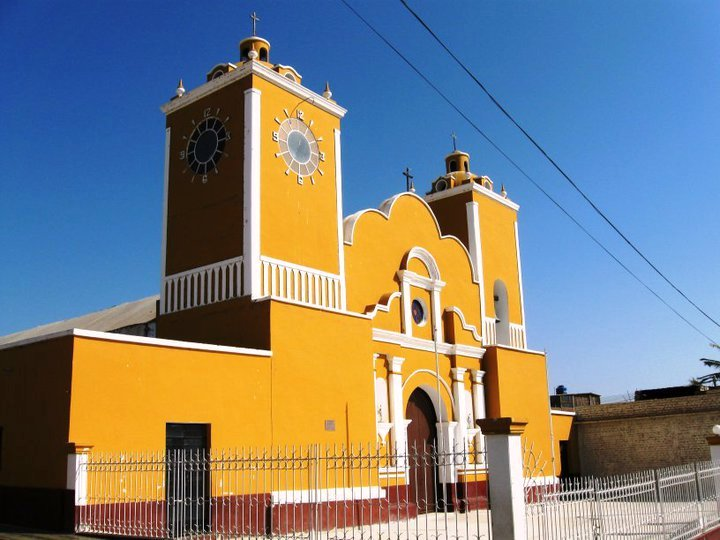
Parroquia San José

Desde el punto de vista jerárquico de la Iglesia católica forma parte de la arquidiócesis de Trujillo.

## Historia
El distrito fue creado por decreto supremo del 21 de junio de 1825 dado por el libertador Simón Bolívar; años más tarde es reafirmado como distrito, el 2 de enero de 1857, durante el gobierno de Ramón Castilla y Marquesado que dictó la Ley Nº12301.
San José de Bellavista (pueblo) su capital, lugar donde se administra a todo el distrito, se originó a mediados del siglo XVII, colonizado por mestizos, castizos, criollos e indios, provenientes del pueblo de Jequetepeque a consecuencia de los desastres naturales.
Los colonos formaron un pequeño poblado al que denominaron San José de Tecapa, nombre que en los albores de la independencia cambiaron a San José de Bellavista. Pocos años sus tierras se convirtieron en una estancia y luego pasaron a manos del convento de Guadalupe, en la administración de los Padres Agustinos, el Padre Agustino, Fray Antonio Caballero de Barrera quien luego de una ceremonia cristiana refunda el pueblo “San José de Tecapa” en uno de los cálidos días de verano de 1769.
En el antiguo territorio del distrito de San José existen importantes pueblos, como Verdun, Tecapa, Cosquepon, Cosque, Ñampol y Cultambo.
Atualmente San Martín de Porres (Cruce San José) es el segundo poblado más importante del distrito, seguido por La Portada de la Sierra.
El distrito y particularmente el pueblo de San José fue partícipe de hechos históricos como la Guerra del Pacífico y además de ser cuna de héroes y literatos.
También cuenta con importantes zonas arqueológicas, el bosque el cañoncillo y hermosas campiñas.

## Geografía

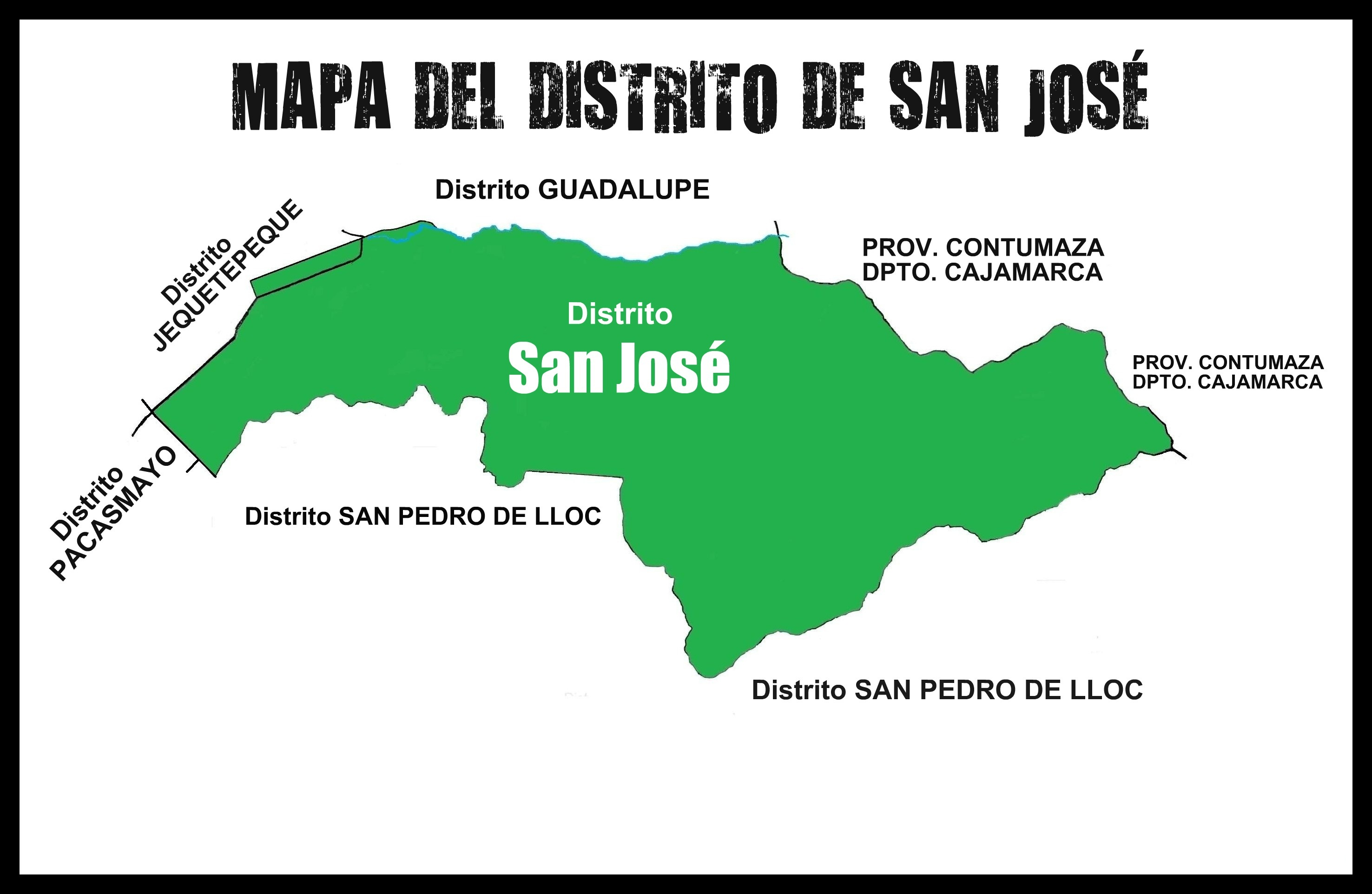
Mapa del Distrito de San José

El distrito de San José se ubica en la costa norte del Perú , situado en el lado noreste de la Provincia de Pacasmayo.
- Latitud sur: 07º 20´ 58"
- Longitud oeste: 79º 27´ 26"
- Altitud de la capital: 106 m s. n. m.

| Noroeste: Distrito de Jequetepeque | Norte: Distrito de Guadalupe       | Nordeste: Provincia de Contumazá       |
| Oeste: Distrito de Jequetepeque    |                                    | Este: Provincia de Contumazá           |
| Suroeste: Distrito de Pacasmayo    | Sur: Distrito de San Pedro de Lloc | Sureste: Distrito de San Pedro de Lloc |

Se encuentra ubicado a una altitud de 104 m s. n. m. y hacia el lado sur del valle del Jequetepeque.
Su territorio abarca 181,06 km² y está conformado por dos pueblos, tres centros poblados y dieciséis asentamientos humanos y caseríos, en la que reside una población de 11 504 habitantes.
Con su clima cálido y templado durante todo el año, es excelente para la salud.

### Clima

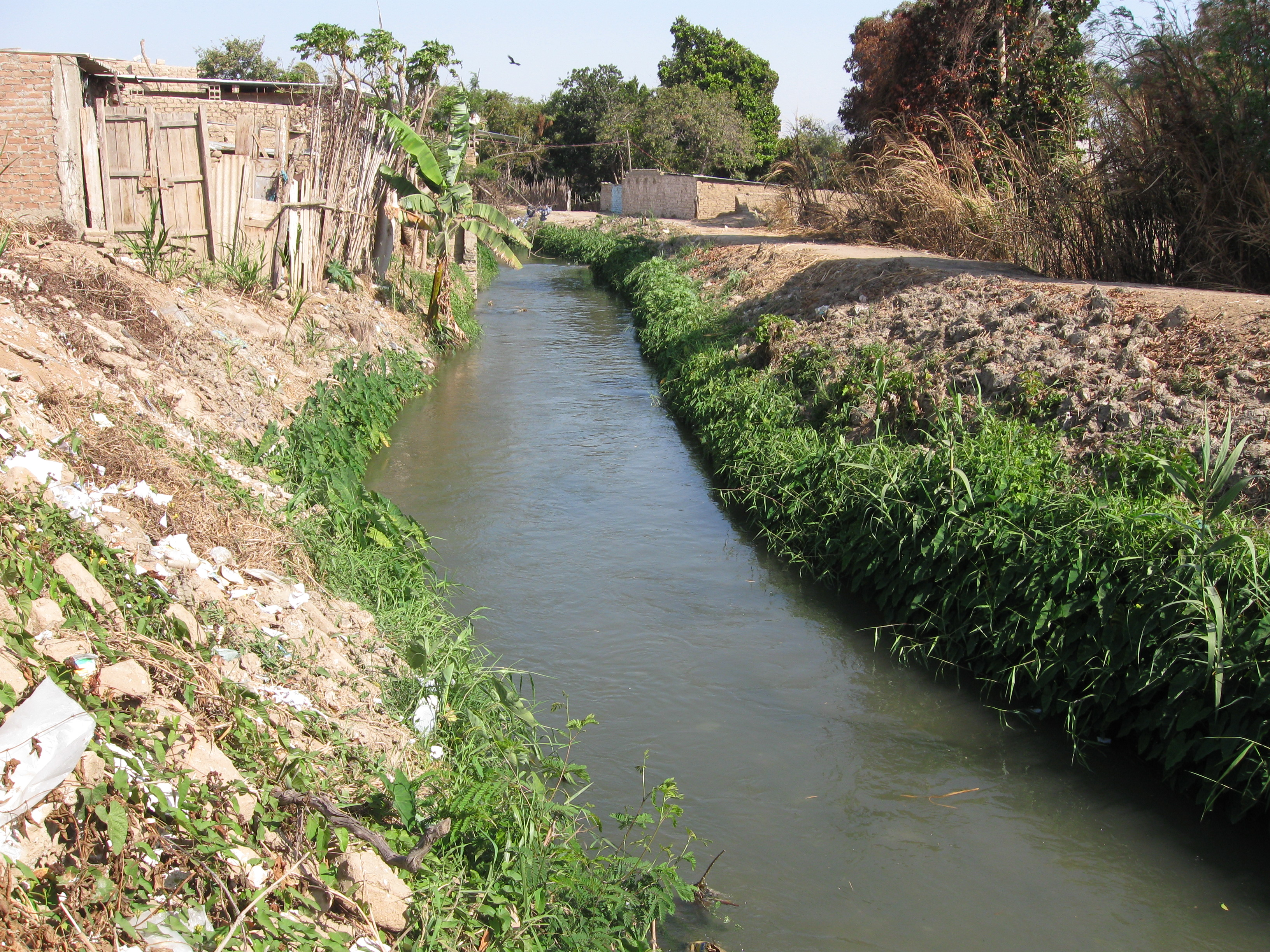
Asequia, San José.

Tiene un clima cálido y templado, acogedor y bueno para la salud, con precipitaciones temporales debido a las corrientes marinas, de Humboldt y de el niño. Su temperatura promedio oscila entre los 20 °C y 27 °C en verano (enero a marzo) y supera los 13 °C en invierno, los demás meses, hasta diciembre, se registran temperaturas entre los 13 °C a los 16 °C. Entre junio y septiembre, sus campiñas son humedecidas por leves garúas y se registra la temperatura mínima de 15 °C.

### Hidrografía
El distrito de distrito de San José es irrigado por las aguas del Río Jequetequepe y una serie de canales de la irrigación “Gallito Ciego”.
También cuenta con importantes lagunas: “El Cañoncillo” y “El Sondo”, ubicadas en el Bosque Cañoncillo.

## Toponimia
Los primeros pobladores que se asentaron en las tierras del curaca Tecapec (Tecapa), provenían del pueblo Jequetepeque, los colonos trajeron consigo a su Santo Patrón , "San José Patriarca" que veneraban en su grupo del ayllu.
Es así como en honor a su santo patrón bautizaron al pueblo con el nombre de San José de Tecapa, agregándole la palabra Tecapa, que es la castellanización de “Tecapec”; el cacique que en alguna época fue propietario de estas tierras.
Años más tarde en época de la independencia para adelante rebautizaron al pueblo con el nombre de San José de Bellavista, en honor a la independencia, pues se habla de una frase que exclamaron los antiguos sanjosefanos: "La vista de San José será aún más bella si nos encaminamos hacia la libertad".
Este nombre se mantuvo desde 1820 hasta mediados del siglo XX, en que éste se pierde en el tiempo y que simplemente se le menciones como el pueblo de San José.

## Producción
El distrito de San José es eminentemente agrícola. Destaca la producción de arroz y en menor escala el maíz, alfalfa, caña de azúcar, ajíes, cebolla y algunos frutales. Entre arroz y maíz, San José siembra 3.630 hectáreas.
- Ganadería

Predomina el ganado vacuno y lanar en menor escala, etc.
- Industria

Principalmente molinos de arroz.

## Historia de San José

### Época prehispánica
En el territorio actualmente ocupado por el distrito de San José fueron ocupadas por varias culturas como los pacasmayos , Cupisnique, la Mochica y la Chimú. Es por ello que se encuentran numerosos restos arqueológicos que confirman su existencia.
Existieron importantes grupos humanos como los de Tecapa Cosquepón, Ñampol y Cultambo, que muchos de estos pueblos le deben su nombre a su cacique principal. Los restos más importantes son la Wuaca Ñampol, Los duros y las ruinas de Cosquepón o Kos-kon.
Todos estos grupos de indios fueron reducidos durante la colonia, quedando solo pequeños pueblos que heredaron su nombre.

### Época virreinal

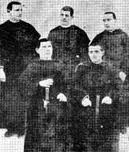
Religiosos Padres Agustinos

Durante el virreinato las tierras del actual Distrito de San José formaban parte de la encomienda de Cherrepe, la cual fue dada al capitán español Francisco Pérez de Lezcano en 1550. Para entonces es dicho territorio solo existían pequeños pueblos de indios producto de las reducciones, siendo Tecapa el más importante.
En 1568 parte de las tierras del distrito pasan a formar parte de la encomienda “Chepen – Tecapa”, las cuales fueron encomendadas a (1568 - 1572) Juan Villafranca Lescano y
(1572 -1611) Diego de Galdo Arellano (hijo).
En toda esa época la población indígena de la zona fue exterminada casi en su totalidad y también hubo un considerable mestizaje.

#### Fundación del pueblo de San José
Los primeros pobladores de la actual capital distrital San José eran pobladores del pueblo de Jequetepeque, formando parte del ayllu. Siendo mestizos y criollos con fuertes tradiciones españolas.
Las fuertes lluvias torrenciales de los primeros años del siglo XVII afectaron gravemente al pueblo de Jequetepeque y por ende al grupo mencionado, es así como deciden separarse e ir en busca de nuevas tierras que colonizar y cultivar.
Se asentaron en la faldas del actual cerro San José, desde eso momento se convirtieron en colonizadores de esas tierras, bajo el resguardo de la fe cristiana.
Los colonos bautizaron al nuevo poblado con el nombre de San José de Tecapa en honor al santo de su devoción y al cacique de la zona.
Pero pocos años después el español Pedro de Alvarado con el apoyo de la corona adquiere las tierras de San José de Tecapa, esto fue rechazado por los colonos quejándose ante el corregimiento de Trujillo, llevando juicio a Pedro de Alvarado, sin embargo la sentencia le fue favorable a Alvarado teniendo que compartir parte de las tierras además de la creación de una hacienda donde también se realizarían obrajes.
Para entonces el pueblo aún era considerado un pueblo de mestizos y criollos de bajo estatus.
El 9 de diciembre de 1761 El virrey Manuel de Amat y Juniet expide un decreto para que se cumpla la disposición del 31 de agosto de 1758 del señor José Antonio Manso de Velasco conde de Super Unda, para que las tierras de San José de Tecapa pasen a poder del Convento de Guadalupe (PP.AA). Los hijos de Pedro de Alvarado ante tan alto mandato decidieron ceder la hacienda al convento de Guadalupe.
Para los colonos sanjosefanos les fue más conveniente así que apoyaron el mandato. Los Padres Agustinos tomaron posesión y administraron eficazmente las tierras, la relación entre los colonos y religiosos fue buena permitiendo expandir las zonas de cultivo.

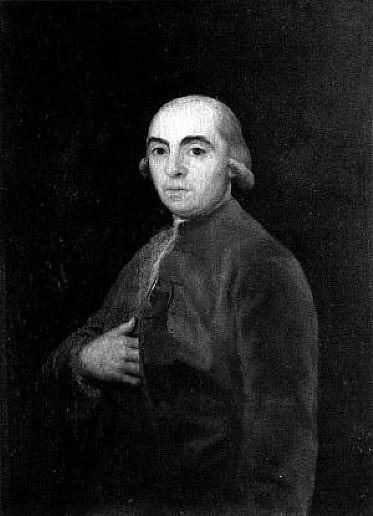
Pedro de Alvararo, español dueño de las estancias de San José y Tecapa.

#### Las estancias de “San José de Tecapa” y “Tecapa la Vieja”
Pocos años después de la fundación de San José de Tecapa, el español Pedro de Alvarado, radicado en Trujillo adquiere las tierras de San José con el apoyo de la Corona española, además de que ya era propietario de las tierra de Tecapa.
A estas tierras la denomina estancia de San José de Tecapa; el rechazo de los pobladores fue inmediato, se oponían al ambiente de maltrato e injusticia que se darían a los indios mitayos de las parcialidades yengle, totero y otras, de tratarlos de la misma manera de los indios comunes, desconociendo su condición de mestizos, españoles pobres e indios adoctrinados, además de no respetar las tierras que les fueron asignadas.
La protesta se intensificó, sin embargo al saber los pobladores de que no podían competir con el poder del español Alvarado y su influencia, decidieron llegar a un acuerdo. Se respeta solo una parte de las tierras colonizadas, además de podían trabajar de jornaleros asalariados en la estancia y poder pastar su ganado en toda las tierras que la conforman.
A pesar del acuerdo que se pactó, los pobladores tuvieron muchas riñas y problemas con los indios de las parcialidades que eran traídas a trabajar a la estancia, también los indios del poblado tenían riñas con los de las parcialidades vecinas, además de negarse a pagar el tributo.
La población fue creciendo entre autóctonos y foráneos, la población autóctona era en su mayoría mestiza, además de una considerable población de españoles jornaleros, indígenas doctrinados y comunes, muchos de ellos fueron siervos de españoles.
El crecimientos poblacional fue constante hasta cuando se dio gran fenómeno de niño de 1728, esto llevó al descenso poblacional de la zona, los indios fueron los más afectados, siendo trasladados gran parte de ellos a las poblaciones vecinas.
Pocos años después la estancia desaparece y las tierras vuelven a poder de los pobladores autóctonos, que serían mestizos y españoles en su mayoría, también existían indios pero en realidad tenía las características culturales de un mestizo y muchas veces lo eran, pero no los reconocían así, ante esto muchos de ellos ya se definían como mestizos debido a que ya se empezó a respetar el derecho del mestizo en este siglo.

#### Refundación del pueblo de San José

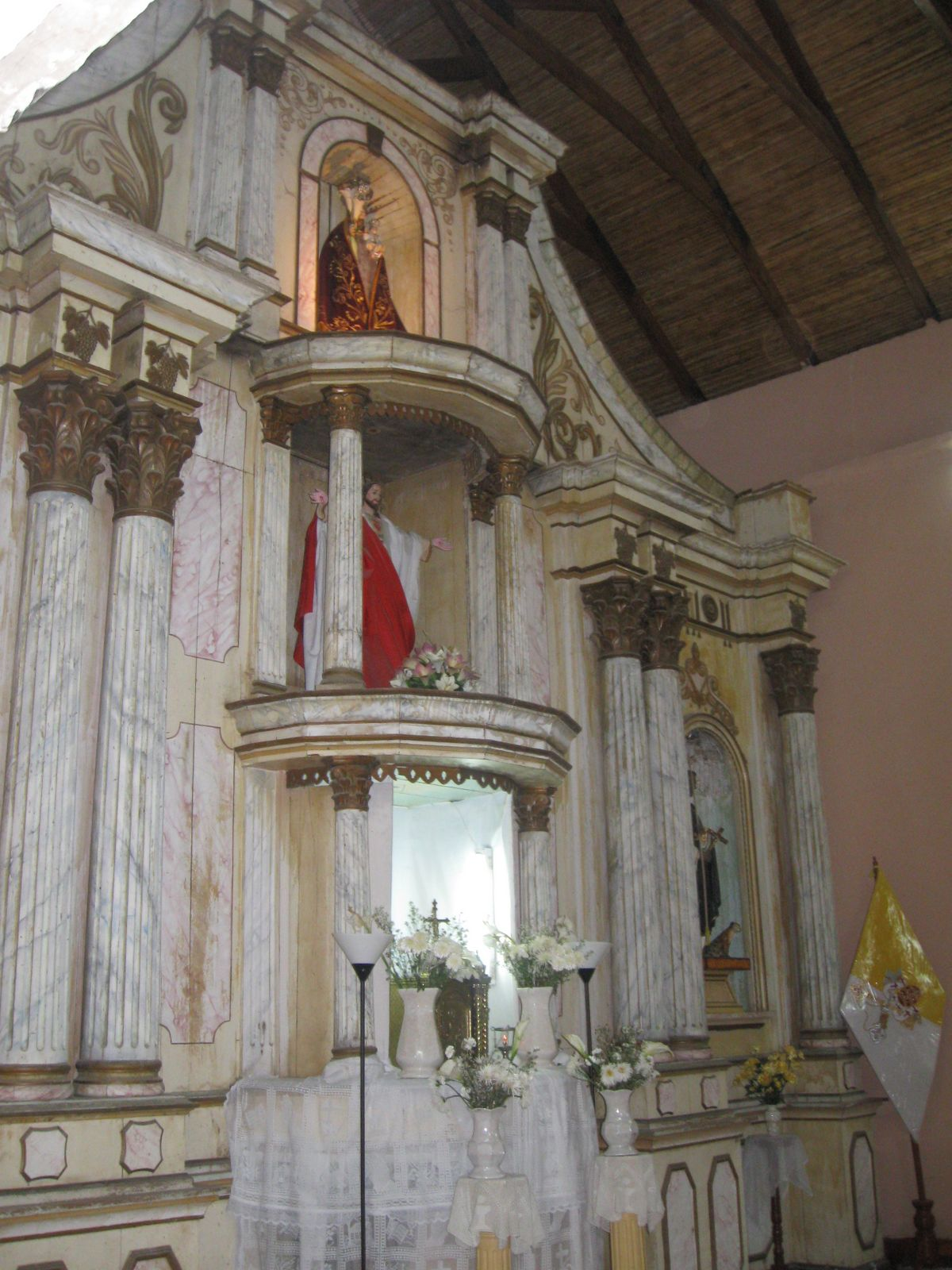
Retablo de la Parroquia San José

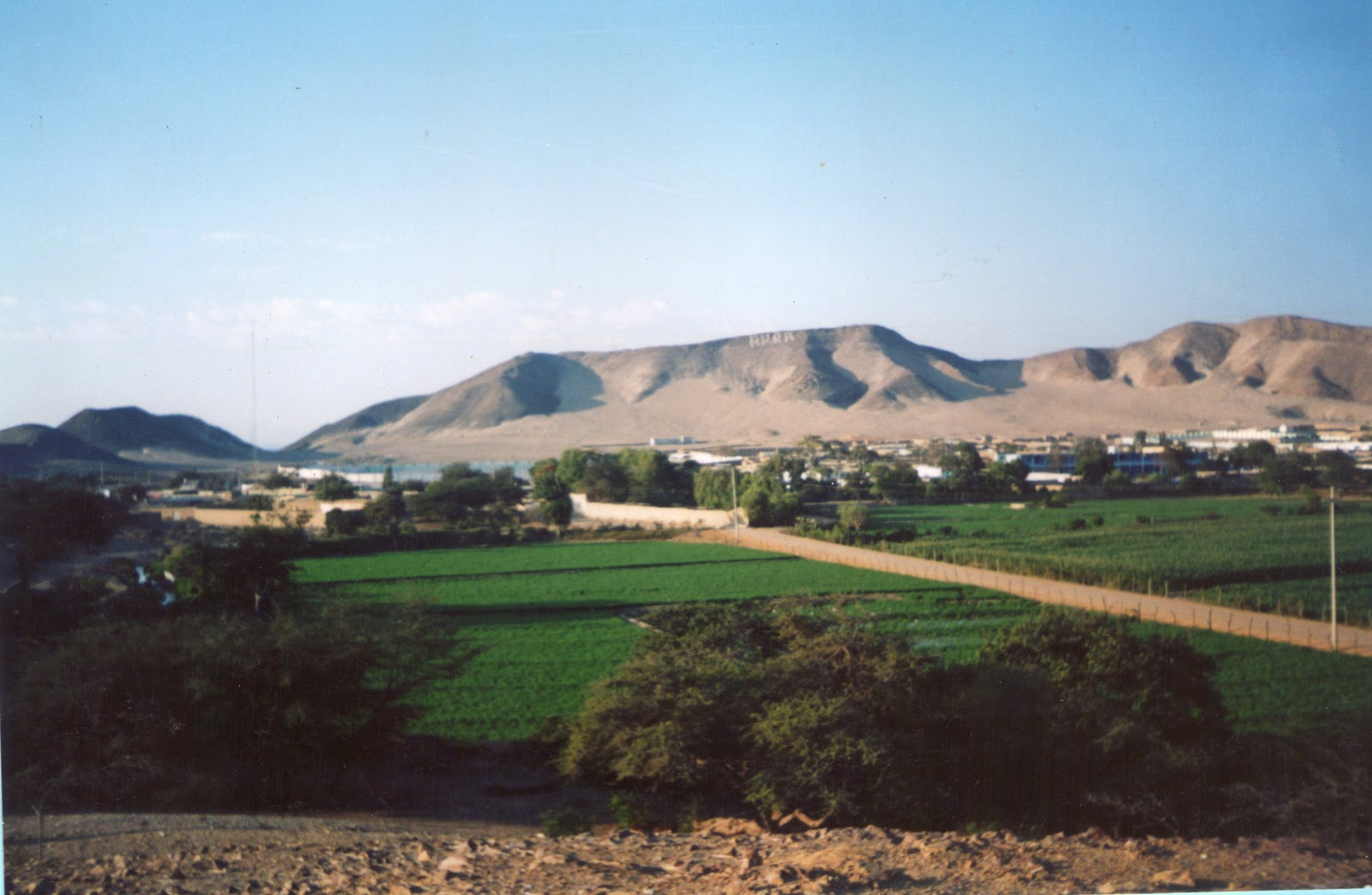
Cerro San José

En 1768, Los sanfosefanos estaban cansados de las promesas de las autoridades españolas de darle una fundación formal al poblado, para hacer valer los derechos y beneficios que traían, las carencias y los desastres fueron constantes, como el fenómeno del niño de 1728 que casi hizo que los pobladores abandonen sus tierras y regresaran a Jequetepeque, pueblo que abandonaron hace más de un siglo, por el mismo problema.
En ese mismo año de 1768 una comisión de sanjosefanos, se enrumba hacia Trujillo, encabezada por el castizo Alfredo de Ortiz apodado el tuerto, que además estaba acompañado por el padre agustino fray Antonio Caballero de Barrera. La misión era exponer al corregidor las carencias que sufría y el pueblo y el pedido de los pobladores de darle fundación formal y cristiana al poblado de San José de Tecapa. Las autoridades españolas de Trujillo, dejan el caso en manos de las de Saña, finalmente los sanfosefanos solicitan una fundación simbólica más que formal y el reconocimiento de sus derechos como mestizo, algo que recientemente se daba, afirmando no ser un pueblo de indios y además de sufrir el ambiente de crueldad de los españoles hacia los parcialidades indígenas de San Pedro de Lloc y Jequetepeque que trabajaban en la estancia.
Las autoridades acceden al pedido de los sanfosefanos recién al siguiente año, permitiendo que el fraile agustino Antonio Caballero de Barrera, hiciera los preparativos para refundar y reorganizar la población. Como se sabe en el verano de 1769 se inicia la ceremonia de refundación, Fray Antonio unos días antes mandó cortarles los ramas un pequeño árbol que se encontraba en el centro del poblado, dejándolo como un tronco, luego hizo un tajo en su vértice superior, que era símbolo de la justicia real. A la mañana siguiente Fray Antonio Caballero de Barrera se dirigió hacia la picota o tronco, hacia su alrededor se encontraban los pobladores, entre destacan  Alfonso de Ortiz,Alfredo de Ortiz, Pedro Molina, Leonardo de Ahumada, el indio Mateo Paira, etc. También se encontraban indios yengle, los padres agustinos de Guadalupe, Cura y Vicario Julián de Texada y Gastelumendí y el doctrinero de Jequetepeque, quien hizo la ceremonia religiosa.
Ante el silencio de los presentes, Fray Antonio tomo la espada de su amigo el capitán Antero de López y proclamaba a los cuatro vientos la refundación del poblado, repitiendo en voz alta este poblado está al servicio de Dios y el rey y luego aún más fuerte repetía aquí se funda el pueblo de San José de Tecapa, vengan e inténtenme si no están de acuerdo, así desafiando aquel persona que se opusiese.
Una vez conseguida la uniformidad de criterio, se acercó al rollo y levantó la espada, empezando a herirlo de arriba abajo, descortezándolo en parte. Con esto se demostró que todos los pobladores estaban en posesión de estas tierras en nombre del Rey y con el consentimiento de las autoridades del partido de Saña así declaró refundado el pueblo. Como la fundación fue simbólica no se redactó una acta, se dice que solo tallaron sus iniciales en el tronco o rollo.

### Primeras juntas de administración del pueblo y alrededores
Los primeros procuradores y/o presidentes de administración de San José de Tecapa fueron designados por Guadalupe o por los mismos Padres Agustinos, no se registran actas ni nombres de ellos hasta 1793 en la que aparece como primer procurador Agustín Asencio vecino notable del pueblo y escribano a Santiago Estévez, un vecino de San Pedro de Lloc.
Luego se logra fortalecerse la administración del pueblo de San José y poblados, muchos Padres Agustinos fueron designados representantes de Guadalupe en San José, como el Padre Alfonso Molina, al cual se le atribuye obras como los caminos hacia ciertos terrenos.
Fueron procuradores también, Antero García, Filomeno Asían, Juan de los Ríos y José de Ortiz apodado el “necio”.
Años más tarde se reorganizan la administración del pueblo y se atribuyen más pueblos bajo su jurisdicción, los nuevos presidentes de juntas fueron  Antonio Sisniegas, José Gregorio Ríos Sisniegas, Pedro Sifuentes, Felipe Escalante, Cayetano Collao, Manuel Ortiz y Manuel Sifuentes.
Aceleradamente el pueblo de San José y alrededores empezó a tener importancia entre los pueblos del valle, por las importantes fundos y haciendas que tenía, además de una relación más estrecha con  San Pedro de Lloc y Pacasmayo  que con  Guadalupe, debido a los vínculos familiares y amicales que los unía .

### La revuelta del pueblo de San José (1794)
En el año 1794, las reformas borbónicas se intensifican, el rey de aquella época era Carlos IV y el virrey  Francisco Gil de Taboada, precisamente el virrey Gil de Taboada expide un mandado de deslinde y restitución de tierras, entre ellas las tierras del pueblo de San José, que volverían a manos del monarca hispano.
Los pobladores responden enfurecidos, todos los sanjosefanos se unen para afrontar tal mandato, números libros resaltan, que los españoles, mestizos e indios se unieron a la causa y con el apoyo de los pobladores de Jequeteque.
La respuesta fue “no obedecemos que estamos en posesión“, la protesta fue apoyada por todo el poblado, todos se echaron al suelo en forma de protesta y los indios se negaron a pagar el tributo.
La influencia de la rebelión de Túpac Amaru, fue importante para la reacción del pueblo de San José ante tal mandato español, se demuestra que San José ya apoyaba las ideas libertadoras que se voceaban en toda la región. Los indios y españoles fieles a España también se unieron a la causa.
Luego de muchas reclamaciones y un juicio próximo, las tierras de San José permanecieron en poder de los pobladores, anulándose el mandato.
Pero las cosas ya no serían como antes, las ideas de libertad y justicia estaban en las mentes de los sanjosefanos.

### Época de la independencia
Las ideas libertadores y de la independencia del Perú tuvieron eco en todos los pueblos del Perú, San Pedro de Lloc, había declarado su independencia el 1 de enero de 1821, siendo el sampedrano José Andrés Rázuri  quien el 10 de enero de 1821, proclamara la independencia de su pueblo en la Plaza de Armas de la ciudad frente al templo de su fe. Ahí junto con su hermano Santiago y Ceferino Hurtado sellaron el grito de libertario apresando a las autoridades españolas de la época cuyo jefe era el realista General Antonio Gutiérrez de la Fuente que en calidad de prisionero fue entregado a Torre Tagle en la Ciudad de Trujillo, ante tan patriótico hecho todos los pueblos del valle se apoyaron el acto libertador.
El patriotismo y profundo apoyo de los pueblos del valle de jequetepeque ante tan importante acontecimiento fue digno de admirar.
Ante grito libertador de la villa de San Pedro de Lloc, el pueblo de Pacasmayo, hizo lo mismo para luego hacerlo Guadalupe conjuntamente con el pueblo de San José, Jequetepeque, Chepén y todos los pueblos del valle.
Es así como los patriotas pacasmayinos reciben su independencia casi conjuntamente. Guadalupe declara si independencia y conjuntamente San José de Tecapa al cual pertenecía, leyéndose el acta que salió de Guadalupe, frente a la casa comunal de San José donde también se decidió rebautizar al pueblo con el nombre de San José de Bellavista.
Todo esto con el apoyo de los patriotas del valle y el pujante pueblo de San José que se unió a la causa patriota.

#### Proclama y jura de la independencia de San José
Por ello las aspiraciones independentistas también se daban en San José, la máxima autoridad del pueblo, el criollo Juan José de Santisteban Ahumada reunió a todos las autoridades y notables señores criollos del pueblo para manifestar la posición del pueblo frente a lo que acontecía en el valle, entre los criollos presentes destacan José María de Gástelo, Felipe Álvarez y Mosquera, Alejandro Sifuentes y Gástelo,  Gervasio Calero de Paz, José y Manuel de Ortiz, Antonio de Vera Casaverde, Leandro José Echevarría-Ibarra Yépez, etc.
Al acordar todo en la que sería la más famosa tertulia en la historia del San José colonial, Juan José de Santisteban Ahumada comunica al pueblo la decisión de las autoridades de apoyar la causa independentista, por ello los más pudientes debieran aportar a la cusa con lo que pudieran, así fue la familia Ahumada y Sifuentes donó sus mejores caballos, los Álvarez y Mosquera y Los Ortiza portaron la mayor suma de dinero para el equipamiento de los Dragones de Pacasmayo, también aportaron los Yépez , los Zúñiga de Soto y el pueblo en general .
Santisteban que ya se había puesto en contacto con José Andrés Rázuri para la entrega del apoyo del pueblo a la organización de los Dragones de Pacasmayo, solicitó reunirse rápidamente con Rázuri, logrando entregarle el aporte económico y los caballos para que estuvieran presentes junto al jinete patriota en la batallas de la independencia.
Al volver al pueblo, reúnen nuevamente a los notables para exponerle el acontecer en San Pedro de Lloc y el Perú en general, les comunicó que el pueblo de San Pedro de Lloc ya había declarado su independencia y el apresamiento del jefe realista General Antonio Gutiérrez de la Fuente, por ellos manifestó su intención de hacer lo mismo en el pueblo tal como lo estuvieron haciendo los demás pueblos del valle, así es como luego de un largo debate, el 2 de enero de 1821 Juan José de Santisteban hace reunir al pueblo en la plaza principal, se dirige al balcón de manera de la casa administrativa , junto a los notables y desde allí pronuncia estas palabras : Pueblo de San José."He visto como los hombres notables de los pueblos vecinos vienen liberando a sus tierras de la opresión de España, pues querido pueblo mio ha llegado la hora de que hagamos lo mismo, hace un instantes en el interior acabamos de proclamar y jurar la independencia de San José de Tecapa, que por decisión de la junta, se denominara San José de Bellavista, porque “la vista de este pueblo de San José será aún más bella si nos encaminamos hacia la libertad”. Además a partir de este momento y por la voluntad general del pueblo, San José es libre y desconocemos a todo poder español sobre nosotros... Roguemos al creador para que la victoria esté del lado patriota y proteja a nuestro pueblo que lo apoya "; dicho esto, exclamo:"¡Viva San José de Bellavista libre! ¡Viva la patria ¡Viva la independencia!”.
Otras fuentes hablan que todo el pueblo estaba adornado del flores, la gente alegre celebró el acto con su mejor aguardiente, vino y chicha, los más pudiente organizaron un gran cena en la noche, todos se vistieron con sus mejores galas y se realizó una reunión para todo el pueblo en el teatrín de la casa administrativa, que vendría a ser la casa comunal.
Pocas semanas después Juan José de Santisteban vuelve a reunir al pueblo, para mostrarles el pabellón nacional de la nueva patria y luego la iza en la casa administrativa. Se reparten gacetas que informan la situación de la nueva República del Perú.
Sin lugar a duda este pueblo formó parte y apoyo a la liberación de esta tierras del yugo de España.
De este modo, el 02 de enero de 1821 se proclamó la independencia de San José, demuestra además que absolutamente todo el pueblo apoyaba la causa patriota, tal vez se podría hablar de un resentimiento del pueblo sanjosefino hacia las autoridades españolas, con quienes tuvieron un lío en 1794.

### Inicios de la República

#### Creación del distrito de San José

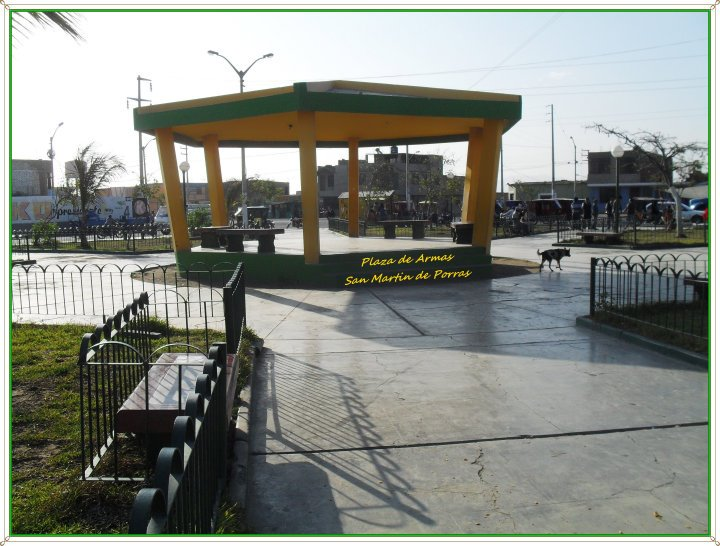
Cruce San José

Al llegar la independencia y proclamándose la nueva república, San José se había consolidado y pedía ser separado de Guadalupe para manejar su propio futuro.
Lográndose pocos años después en la que por decreto supremo del 21 de junio de 1825 dado por el libertador Simón Bolívar, crea el distrito de San José y se fijan sus límites.
Años más tarde por decreto supremo en 1835, Felipe Santiago Salaverry pasó a integrar la provincia de Chiclayo junto a los demás pueblo del valle.
Desde ese momento se crea una identidad como distrito, se mejoraron los caminos para la unión de fundos. Se instala otra junta de administración del Distrito presididas por José Olabarría, Carlos Núñez, Antonio Álvarez y José Escalante.
San José veinte años después es reafirmado como distrito, el 02 de enero de 1857, durante el gobierno de Ramón Castilla y Marquesado que dictó la Ley N.º 12301.
Por lo tanto se mantienen las juntas hasta en 1866 año en que se instala formalmente el consejo municipal del distrito de San José, por lo cual se tiene su primer libro de actas, siendo su primer alcalde Aniceto Sisniegas Sandoval.

#### Creación de laProvincia de Pacasmayo

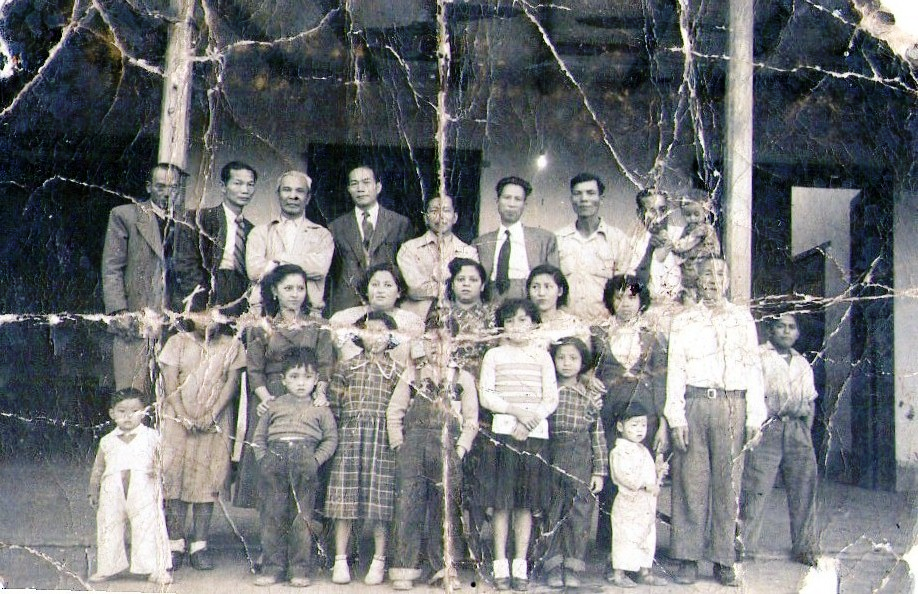
Chinos de la Hacienda El Potrero.

En 1864 los ideales e ideas progresistas de los pacasmayinos llevaron a proponerse separarse de Chiclayo y manejar los pueblos del valle fuera de la jurisdicción chiclayana.
Así se logra la creación de la provincia de Pacasmayo el 23 de noviembre de 1864, formando parte de ella el distrito de San José, dando su firma Cayetano Collao.

#### La guerra del Pacífico y el heroísmo sanjosefano
Entre 1879 y 1883 tuvo lugar la guerra con Chile. Parecía que la guerra con Chile y la pronta invasión por parte de ellos no llegarían a afectar directamente a este modesto pueblo, pero esto no sería así ya que el pueblo de San José sería escenario de una heroica Azaña.
El humilde campesino sanjosefano Fernando Terrones Asencio enfrentó a un grupo de chilenos que intentaban abusar de su madre y hermana, solo con puñal y poncho en mano se lanzó a enfrentar a los facinerosos salvando el honor de la mujer sanjosefana; un chileno logró escapar y avisó a sus superiores, siendo contado el acto. Furiosos los invasores y con ansias de venganza ordenan la búsqueda de terrones y se ordena el incendio del pueblo de San José.
Otro gran ejemplo de heroísmo sanjosefano fue el enfrenamiento del portachuelo de vista alegre, donde Pedro Ríos Yépez junto a Eliseo Salcedo y Ruiz, Antonio Saavedra, Santiago Cerna, Manuel Collao, Roberto Luna, los hermanos Manuel y Pedro Sifuentes (abuelo y tío abuelo de Nixa) y Aniceto Sisniegas (gobernador de la época) y otros más atacan a una tropa de guerrillas de chilenos que venían de Guadalupe con dirección a San Pedro de Lloc, logrando hacerlos retroceder .

#### Incendio del pueblo de San José
Orellano el jefe chileno, ordenó desde San Pedro de Lloc que el pueblo de San José fuera quemado y que el sargento Alvares con tropa encontrara el culpable del asesinato.
Las órdenes de Orellano fueron cumplidas al pie de la letra; ante la impotencia de los sanjosefanos y el llanto de las mujeres al presenciar el terrible espectáculo.
Los pobladores y familias de San José huían a las partes altas del pueblo para salvar sus vidas; como Aniceto Sisniegas Sandoval gobernador de la época y los hermanos Manuel y Pedro Sifuentes (abuelo y tío abuelo del poeta sanfosefano nixa); que veían arder sus casas y propiedades no antes de haber saqueado lo más valioso de ellas.
La iglesia del pueblo no fue ajena al atroz incendio; los chilenos robaron sus cosas de valor y arrojaron a los santos al suelo; en forma de fogatas para luego arderlos; apenas Mercedes Neira Ortiz y su hermana Rosario Neira Ortiz junto a Felipe Ahumada lograron rescatar de las llamas y el humo al Patrón San José Patriarca y a la Virgen Dolorosa. las hermanas Neira mantuvieron a los santos en su también afectada vivienda por dicho incendio.
La torre del reloj (como es actualmente) en aquella época era la del campanario, en dicha torre del campanario yacían cuatro campanas; dos grandes llamadas Santa María De los Ángeles y María Angola que datan de 1809, donadas por el cura y vicario Julián de Texada y Gastelumendi una mediana llamada Santa Clara y la más pequeña llamada María Jesús, ambas donadas por el convento de Guadalupe que datan de 1870.
Una de las mencionadas (las campanas), la María Angola que era de bronce y tenía el sonido más agudo fue llevada durante el incendio de la iglesia por los chilenos.
Cayetano Collao decía así: estos rotos no han respetado a Dios y mucho menos se respetarán entre ellos; decía esto al ver desde lejos como se arranchaban la posesión de lo robado.
Los moradores de San José desde las parte altas del cerro San José divisaban como las llamas habían consumido sus viviendas.
Los chilenos habían arruinado a San José, pero esto no intimidó a San José, que conjuntamente lograrían una pronta reconstrucción.

### Historia contemporánea

#### El oncenio de Zárate Serrano

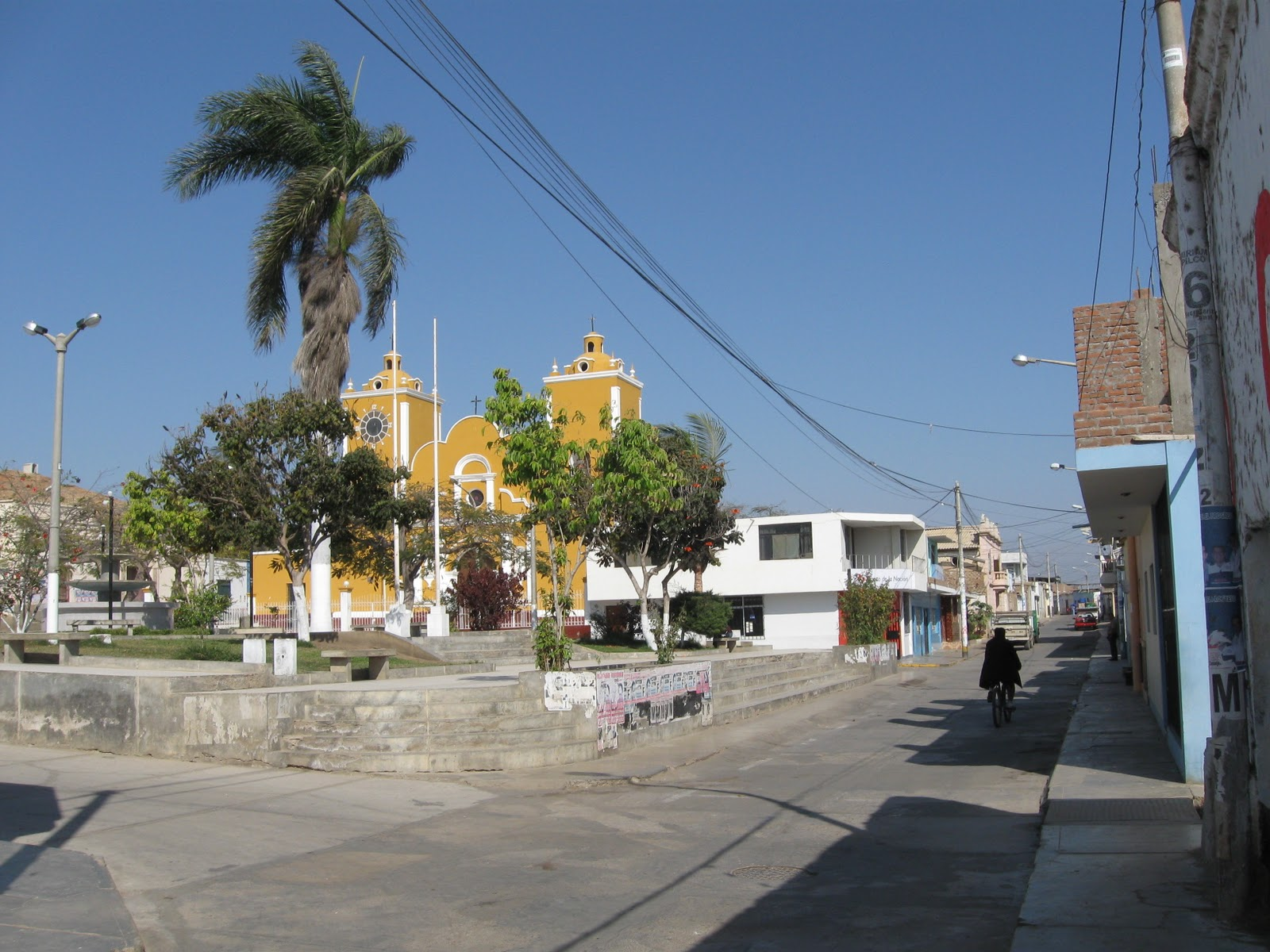
Plaza de Armas de San José

Las elecciones de 1999 dieron como ganador a Euler Zarate Serrano, ciudadano domiciliado en el centro poblado sanjosefano de San Martín de Porres (Cruce San José).
Logra así convertirse en el tercer alcalde electo no oriundo de la capital distrital, pero el primero en no tener vínculo alguno con San José, aunque había cursado sus estudios en este lugar.
Fue tal vez el alcalde que ejecutó más obras en los centros poblados del distrito, como la construcción de posos de agua remodelación de plazas, construcciones de parque de recreación, apoyo a las rondas campesinas, etc.
Logró tener la reelección gracias al rotundo apoyo de los centros poblados y caseríos del distrito.
En su segundo periodo empezó a tener cuestionamientos de los pobladores de la capital distrital y se presumían varias irregularidades, muchas veces se pidió su vacancia, pero este aún mantenía el apoyo de los centros poblados del distrito.
Sin embargo a todo ellos logró ser reelegido, teniendo su tercer y último periodo. Su tercer periodo se caracterizó por las múltiples quejas y petitorios de revocatoria, las quejas por no hallarse en su despacho.
Ya desde antes de la conclusión de su administración ya se voceaban las presuntas irregularidades de su gobierno.
Al convocarse las nuevas elecciones municipales del 2010, renunció a su cargo para postular por cuarta vez a la alcaldía. Los resultados le fueron favorables a su contendor de años atrás, el capitán PNP Cesar A. Chávez Paz, que ofrecía una opción de cambio total y la atención a los pueblos sanjosefinos con obras.
Zárate denunció fraude electoral cosa que se le negaron, tardando en la entrega del cargo y sobre todo el balance de su gestión, que contiene asuntos por aclarar, la pérdida de resoluciones municipales, cosa que hasta la fecha se espera el informe total de su administración que será comunicada por su actual burgomaestre.

## Organización política

### Gobierno distrital

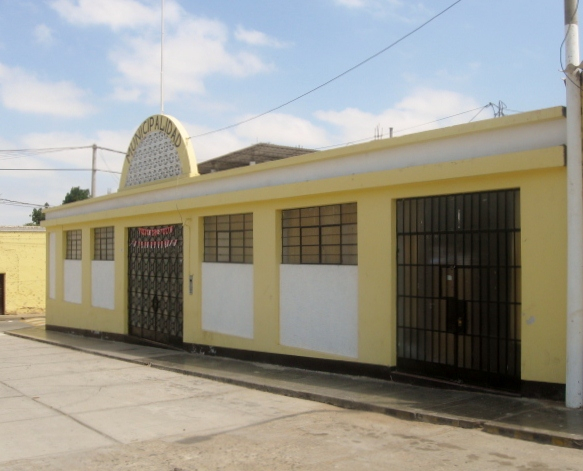
Municipalidad del distrito de San José.

Existe un órgano principal que es el que gobierna a todo el distrito. El distrito a su vez forma parte de la Provincia de Pacasmayo.
La municipalidad distrital se ubica en la capital distrital San José, desde donde se gobierna y atiende a los 4 centros poblados y 16 caseríos o asentamientos humanos.
Solo ciertos centros poblados y caseríos cuentan con un alcalde comunal.
El actual alcalde distrital es Norbil Zamora Terrones.

### División territorial  (Centros poblados y caseríos)
| Nombre                                | población | Categoría           | sectores o anexos                       | Alcalde                |
| ------------------------------------- | --------- | ------------------- | --------------------------------------- | ---------------------- |
| San José                              | 3,830     | Capital             | Nuevo San José (CantaGallo) , Ventarrón | Norbil Zamora Terrones |
| Verdun                                | -         | centro poblado      |                                         | Verònica Romero        |
| San Martín de Porres (Cruce San José) | 3,464     | centro poblado      | La Cebruna , Jagüey , Puente Olivares   | choloque               |
| Cultambo                              | 997       | centro poblado      |                                         | Wilson Soto Preciado.  |
| Portada De La Sierra                  | 709       | caserío             |                                         |                        |
| Santa María de Tecapa                 | 643       | caserío             |                                         |                        |
| Tecapa                                | 362       | caserío             | Pueblo Nuevo , Santa Maria , Tecapito   |                        |
| Nueva Esperanza                       | 228       | caserío             |                                         |                        |
| Las Vegas                             | 150       | caserío             |                                         |                        |
| La Viña                               | 121       | caserío             |                                         |                        |
| Alto Jagüey                           | 112       | caserío             |                                         |                        |
| Cosquepón                             | 234       | asentamiento humano | Cosquepon Chico                         |                        |
| Cosque                                | 38        | asentamiento humano |                                         |                        |
| Ñanpol                                | 84        | asentamiento humano | La Viña                                 |                        |
| Campanita                             | -         | asentamiento humano |                                         |                        |
| Santonte                              | -         | asentamiento humano | Quebracho , Nuevo Jerusalén             |                        |
| Chafan Chico                          | -         | asentamiento humano |                                         |                        |

### Fotos de centros poblados, asentamientos humanos y caseríos

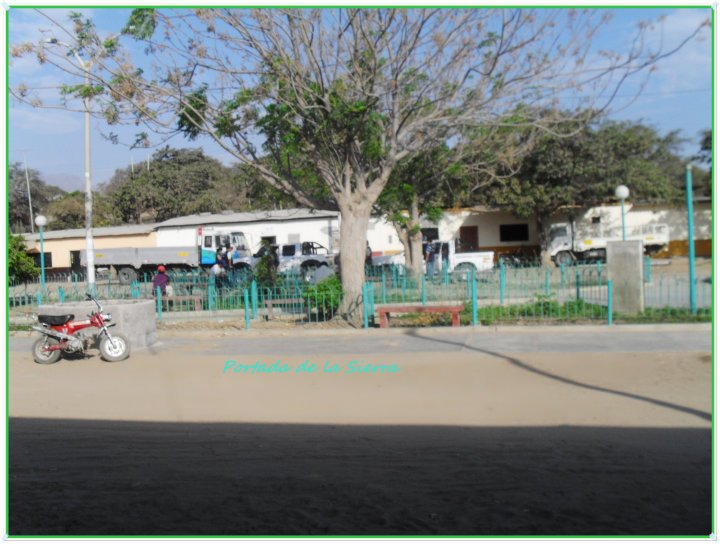
Portada de la Sierra
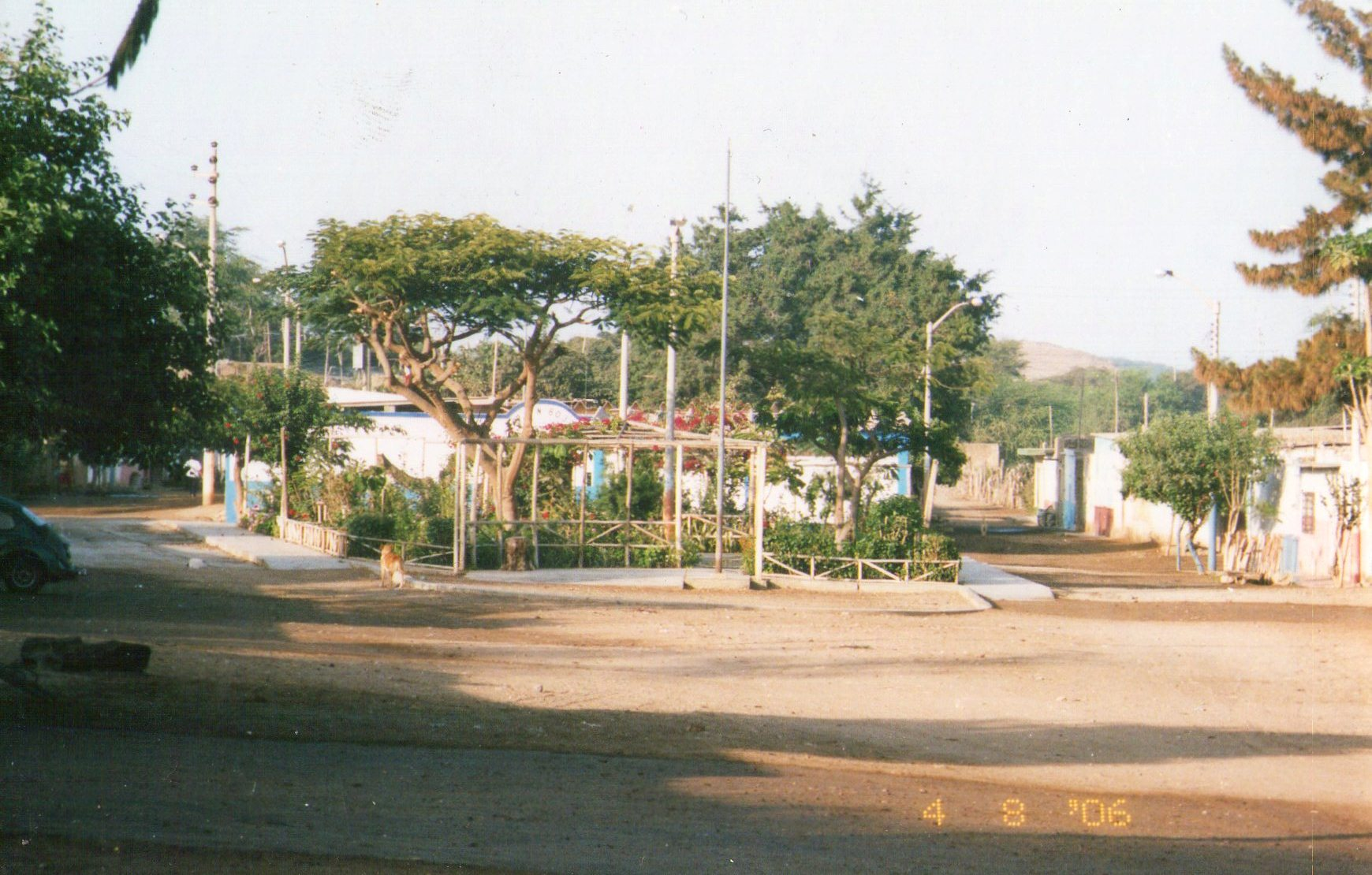
Santonte
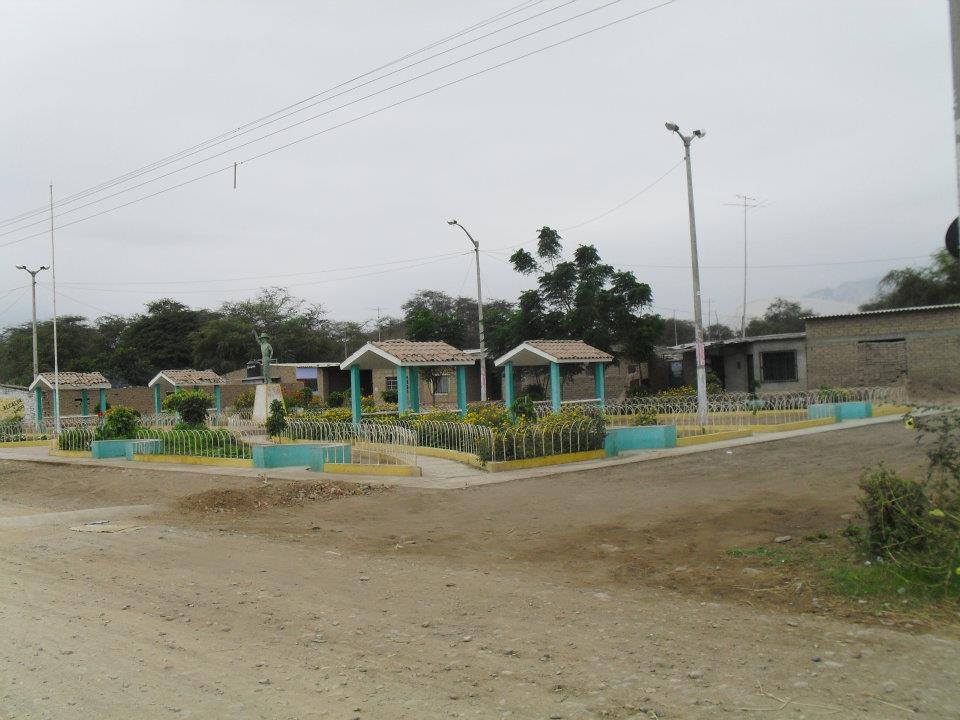
Pueblo Nuevo de Tecapa
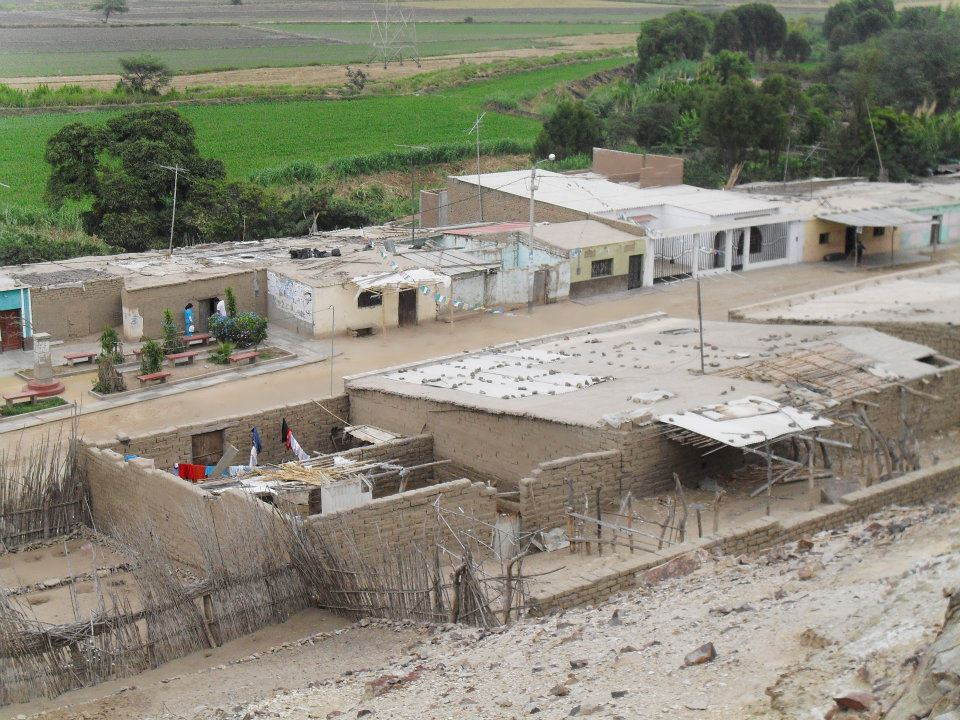
Cosquepon

## Autoridades

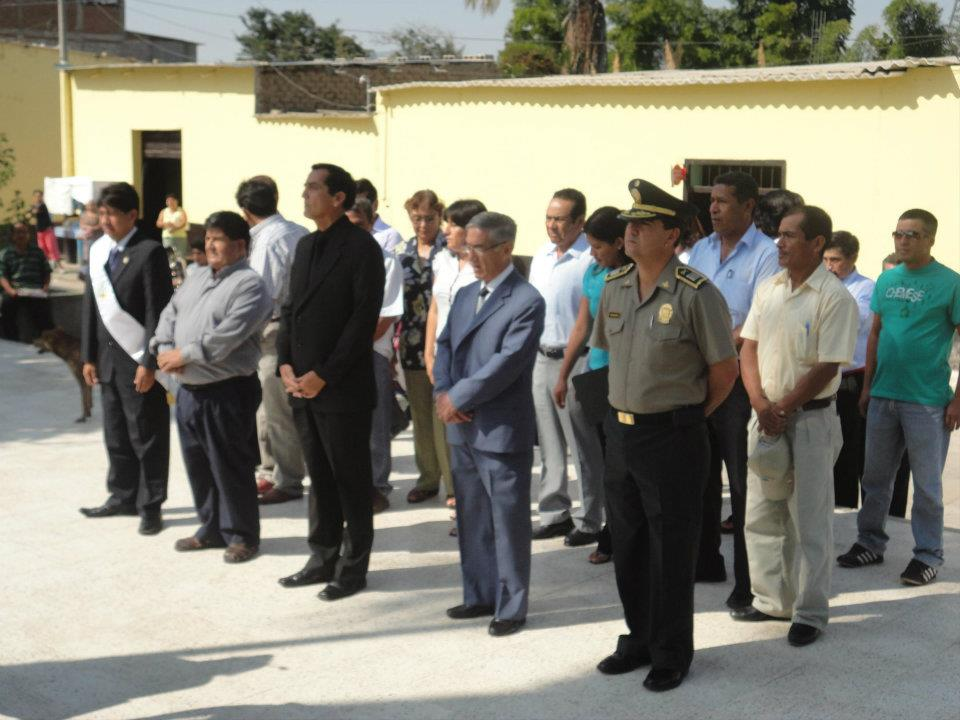
Actuales autoridades del distrito de San José.

### Municipales
- 2011 - 2014[2]
  - Alcalde: César Augusto Chávez Paz, del Partido Alianza para el Progreso (APP).
  - Regidores: Paul Hernán Reyes Yndales (APP), Pedro Wilfredo Vera Grados (APP), Segundo Alejandro Bazán Cubas (APP), Julissa Yolanda Amaya Cabanillas (APP), Alberto Torres Amaya (Frente Independiente Unete Al Gran Cambio).[3]
- 2007 - 2010
  - Alcalde: Euler A. Zarate Serrano, del Movimiento Con la ayuda de Dios, avanzamos.

### Policiales
- Comisario: PNP. CAP PNP RICARDO OLORTIGA QUEIJA

### Religiosas
- Arquidiócesis de Trujillo[4]
  - Arzobispo de Trujillo: Monseñor Héctor Miguel Cabrejos Vidarte, OFM.[5]

## Educación

### Instituciones educativas
El distrito de San José cuenta con diversas instituciones educativas básicas en todo su territorio distrital, sin embargo carece de una institución superior.
En San José, capital del distrito cuenta con cuatro instituciones educativas estatales, además de Ceo.
- San José (Capital)

1. PRONOEI : “Angelitos de San José”
2. I.E Inicial: Jardín de niños N.º 766 “Ediee Quilcate Ortiz”
3. I.E Primaria: Escuela 80412 “San José”
4. I.E Secundaria: Colegio “San José”
5. CEO San José

## Salud
Por ser la capital administrativa del distrito de San José, San José (pueblo) concentra los principales centros de salud tanto públicos , estos solo son dos. En San Martín de Porres existe un puesto de salud , por ser el centro poblado más grande.
Las instituciones de salud públicas que están presentes en la ciudad son:
Ministerio de Salud (MINSA) y Es Salud
- Centro de Salud "San José"
- EsSalud "San José"
- Puesto Médico "San Martín de Porres" / Cruce de San José

## Personas destacadas

### Nicanor de la Fuente Sifuentes (Nixa)

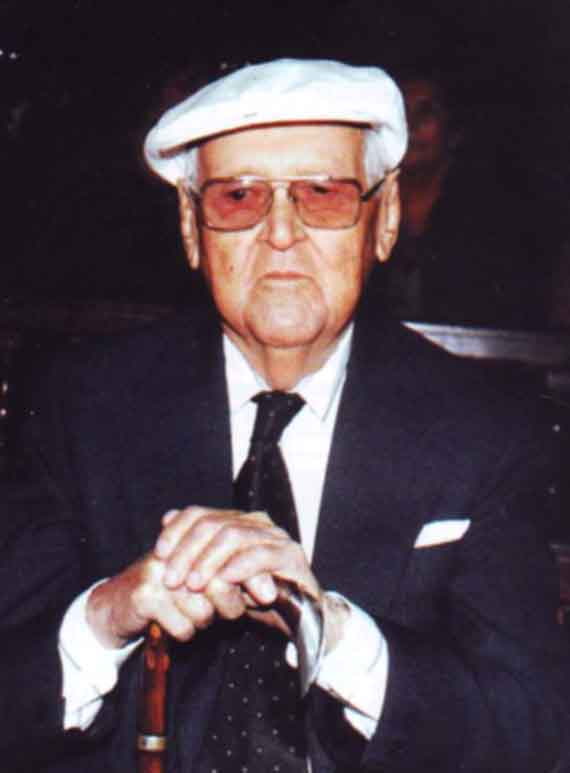
Nicanor de la Fuente Sifuentes -Nixa.

Nicanor de la Fuente Sifuentes (San José de la Bellavista, 16 de septiembre de 1902 - Chiclayo, 15 de marzo de 2009) fue un escritor peruano.
Importante poeta y periodista sanjosefano radicado en Chiclayo, donde desarrolló todas sus obras como' Las Barajas y los dados del alba ' y su famosa columna 'A propósito’, además de ser uno de los fundadores del diario La Industria de Chiclayo.
Recibió en vida todas las distinciones y reconocimientos que se merecía, mantuvo su labor de periodista hasta casi el fin de su existir.
Con 107 años bien vividos, este entrañable hombre supo ganarse el reconocimiento y admiración de todos a lo largo de su trayectoria. Así, por su importante trayectoria recibió el Grado de Amauta del Periodismo Nacional, además de la medalla de Honor del Congreso de la República del Perú en el grado de Comendador.
Tras sufrir un paro cardíaco, falleció el 15 de marzo de 2009 en la ciudad de Chiclayo dejando un vasto legado de poemas y textos periodísticos a la sociedad norteña peruana.

### Fernando Terrones Asencio

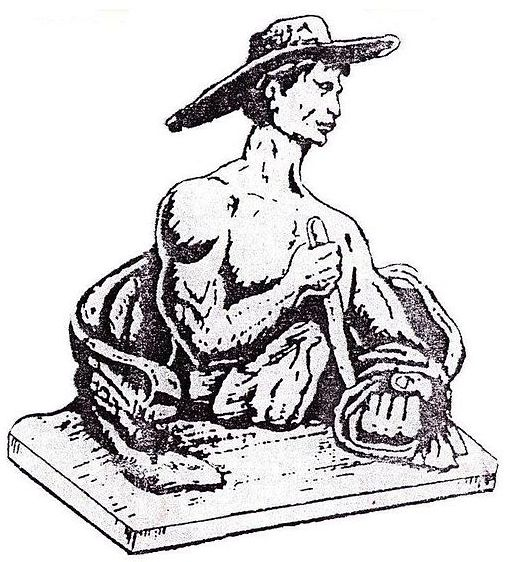
Fernando Terrones Asencio.

Fernando Terrones Ascencio; nació en el distrito de San José, Provincia de Pacasmayo, este era campesino cultivador del campo.
En 1882, la ciudad fue incendiada por los chilenos; luego de la invasión chilena este héroe Sanjosefino luchó con puñal y poncho en mano contra 5 invasores chilenos; salvando el honor de una mujer; un chileno logró escapar y avisó a sus superiores; siendo contado el acto, lo buscaron y atraparon.
Terrones Ascencio fue fusilado el 24 de junio de 1882.
Después de 100 años, mediante ley N°23457 del 4 de septiembre de 1982 el presidente Fernando Belaúnde Terry reconoce como héroe nacional al ciudadano Fernando Terrones Ascencio por su valerosa y decidida participación en la guerra dando muerte a 4 chilenos.

### Pedro Ríos y Yépez

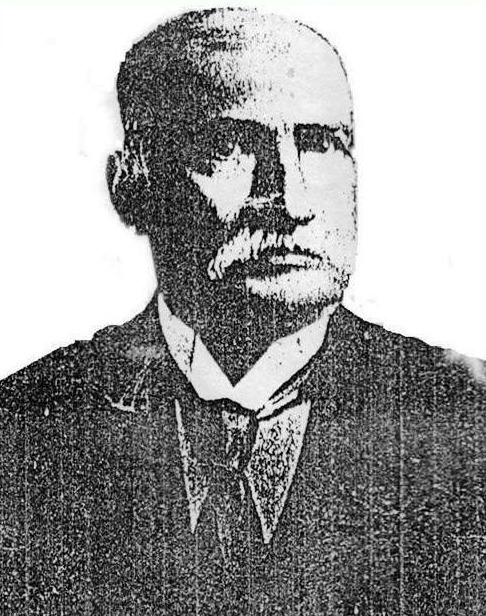
Pedro Ríos y Yépez.

Pedro Ríos y Yépez, (Distrito de San José (Pacasmayo), Provincia de Pacasmayo, Perú, 5 de abril de 1854 - Distrito de San José (Pacasmayo), Provincia de Pacasmayo, 2 de agosto de 1926) fue un político , hacendado y comerciante peruano, que infrento la invasión chilena a la Provincia de Pacasmayo y fue un participante activo de la Revolución de Piérola.

### Mercedes Neira y Ortiz

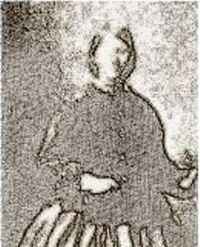
Mercedes Neira y Ortiz.

Mercedes Neira y Ortiz (* San José - Pacasmayo, 24 de septiembre de 1856 - † San José - Pacasmayo, 12 de mayo de 1942) fue una beata y educadora sanjosefina. Una de las fundadoras de la escuela primaria en San José - Pacasmayo y líder femenina. Durante la invasión chilena al Perú, participó heroicamente en el rescate de las pertenencias de la parroquia luego del incendio del pueblo de San José (1882).
Es reconocida como una de las más mujeres más representativas en la historia de San José - Pacasmayo.

### Otros personajes
- Irene Ríos Sadoval
- Amilcar Torres Yépez
- Pedro Sifuentes y Zabaleta
- Pedro Olavarría

## Festividades
- Fiesta Patronal de San José Patriarca

Realizado en San José, capital del distrito,  desde el día 7 al 21 de marzo, es una fiesta patronal convertida en tradición con fuerte influencia española, en la que se disfrutan diversas actividades para adultos, jóvenes y niños, se celebra desde el siglo XVIII pero con una mayor formalidad a principios de 1900. Todo esto es en homenaje a su Santo Patrón San José Patriarca.
La celebración es típica, los toldos se colocan alrededor de la plaza de armas y ofrecen dulces, comida y juego recreativos, también existen tres bailes populares y concursos de danzas con su respetivo pasacalle.
Además se organizan novenas y misas y la tradicional procesión.
- San Antonio de Padua, 15 de junio.
- Santa Rosa de Lima, 30 de agosto.
- San Martín de Porres, 18-28 de noviembre

## Cultura y sociedad

### Dialecto
Conocido como el español peruano ribereño, pero exactamente el Español norperuano ribereño.
Este lenguaje en el Distrito de San José (Pacasmayo) se caracteriza por el tono de canto que suelen dar a pronunciar una palabra, además de una fuerte influencia del idioma muchik o mochica, hoy extinguido, conserva sí, algunos ligeros rasgos propios en la estructura tonal y la eliminación de la fricativa palatal sonora y/o intervocálica.
También a través de los años han influido las migraciones provenientes de la sierra, que principalmente se asentaron en los caseríos del distrito.
Además de los modismos y jergas que han transformado el modo de hablar de los sanjosefanos a través de los años.

### Gastronomía
La cocina sanjosefana y similar a la de todas las localidades del norte peruano, como todas ha sido producto de la fusión de la tradición culinaria del antiguo Perú, principalmente la mochica, con la cocina española en su variante más fuertemente influenciada por la presencia morisca en la península ibérica .
También la influencia de los inmigrantes chinos, que se asentaron en toda la costa norte peruana, trayendo consigo sus costumbres.
Además de un fuerte flujo interno desde las zonas andinas hacia el distrito y el aporte de todas las regiones del Perú.
La comida sanjosefana se caracteriza por la presencia del pato, ave tradicional de heredaron de los mochicas, también toda clase de aves y carneros, siempre acompañada con la tradicional chicha de jora y el vino que lo fue en antaño.
A pesar de que el distrito no tiene litoral, la costumbre de comer pescado, mariscos, etc., es común en San José, además de los peces de río que también son consumidos.
- Platos típicos
  - Cabrito a la leña
  - Pava guisada
  - Arroz con pato
  - Sangresita

### Religión

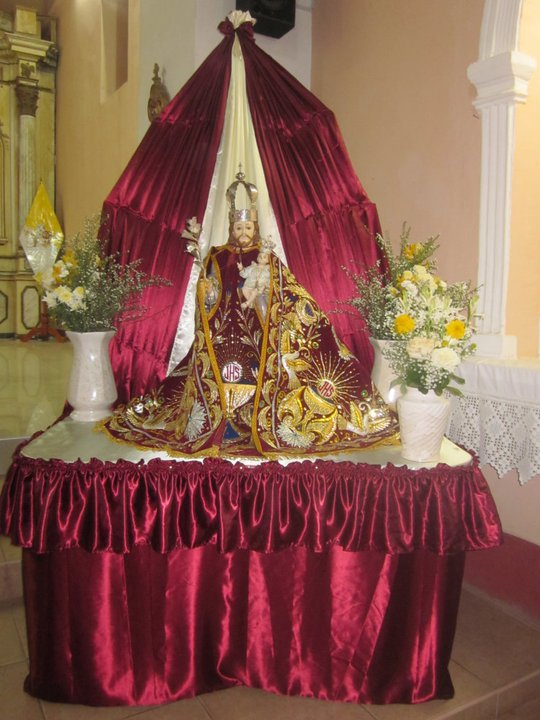
San José patriarca, Santo Patrón del Distrito de San José

La llegada de los conquistadores españoles al Perú significó la introducción de la religión católica en esta zona poblada de aborígenes de diversas etnias, los cuales seguían religiones animistas y politeístas, lo que produjo un sincretismo religioso. Mediante un proceso largo de adoctrinamiento y prácticas entre los pobladores prehispánicos, los frailes, españoles, principalmente los Padres Agustinos, hicieron de la fe su tarea más importante.
Los primeros sanjosefanos antes de fundar este pueblo ya estaban doctrinados en Jequetepeque y tenían una fuerte influencia española, por ello ya tenían la religión católica como esencial en su vida cotidiana.
San José creció con la presencia de los frailes agustinos, esto llevó a una fuerte religiosidad que demostraron sus pobladores.
El patrono del Distrito es San José Patriarca, y cuenta con su parroquia y un párroco que atiende a varias capillas en la mayoría de sus asientos humanos Y caseríos.
También existen otras religiones importantes en el distrito, como la evangélica.
Según el XI Censo Nacional de Población y VI de Vivienda el 72.5 % de los sanjosefanos mayores de doce años declaró ser católico, mientras que el 20.1 profesa la religión evangélica, 7.4% pertenecen a otras religiones.

### El Sanjosepano
Sanjosepano o sanjosepana es un gentilicio coloquial sinónimo de sanjosefano. El término sanjosepano es una palabra usada en San José - Perú para en modo informal pero identitario al habitante de la capital del distrito norteño de San José, (como por ejemplo: llamar characatos a los arequipeños, boricuas a los portorriqueños, etc.), a los nacidos en la capital del distrito de San José , aún más a los netos.

el sanjosepano neto es un tipo de tez blanca y de gran bigote, le gusta vestir de blanco , con su típico sombrero norteño y siempre anda a caballo , se dedica al campo y el pastoreo de ovejas , bebe la chicha y el aguardiente , también es amante del vino y la música alegre...
El sanjosepano neto - tradiciones sanjosepanas

## Etnografía
La etnografía es el estudio descriptivo de las costumbres, creencias, mitos, genealogías, historia, lenguaje, etcétera.

### Razas
En la actualidad la población distrital es totalmente mestiza.
Si tomamos en cuenta la etnografía de la población colonial, contamos con datos que dan a conocer que el pueblo de San José, tuvo mayoría mestiza y castiza, también con una significativa presencia criolla (españoles), la población indígena significaba una minoría, salvo la foránea. Tecapa, era uno de los llamados “pueblos de indios”, por ser habitado por indígenas gobernados por un cacique, dicha población fue exterminada. También existió población indígena y mestiza en los pueblos como Cosquepón y Ñampol.
En la república según los censos y el Boletín de la Sociedad Geográfica de Lima, en el distrito y principalmente el pueblo de San José la raza dominante era la blanca y la mestiza.
Los centros poblados principalmente fueron fundados por peones provenientes de Cajamarca y de otros lugares, convirtiéndose en parceleros en los 70`s, todos ellos con diversas razas. En San José a principios de la república también se llevó una mezcla entre familias de origen andaluz provenientes de Cajamarca, y algunas históricas familias de origen vasco e italiano, todas ellas extintas. En Tecapa, cultambo y San José, también existió una mezcla con los inmigrantes asiáticos.

La cantidad de gentes en este pueblo (San José pueblo) es de aproximado 450…de este número más de la mitad son de raza “blanca”, todos los demás son mestizos, la población en general comparte casi una misma posición social y económica con algunas excepciones,  los notables además de tener como oficio la agricultura como el resto de la población se dedican también al comercio , Asimismo están relacionados como notables familias del valle de Pacasmayo (jequetepeque)...”, los mestizos tienen sus pequeños terrenos de cultivos que les sirven para consumo propio....
La Provincia de Pacasmayo - Geografía Comentad del Perú - XIX

En el distrito de San José – Pacasmayo abunda la blanca y mestiza, siendo la raza dominante, principalmente en la capital de distrito (San José pueblo). El idioma principal es el castellano....
Memoria de la Provincia de Pacasmayo - Boletín de la Sociedad Geográfica de Lima - XIX / XX

### Las raíces hispano-indigenistas
El distrito de San José es tierra de pobladores de múltiples orígenes, el pueblo de San José, su capital fue fundado por hombres y mujeres de variadas razas, costumbres y orígenes además de los que llegaron y aportaron a lo largo de su historia.
Las raíces de los criollos españoles y mestizos fundadores del pueblo de San José fueron muchas, principalmente las de origen castellano, andaluz y vasco, por otra lado los indios tenían los apellidos propios de esta zona del valle, que son apellidos moches, tallanes, etc. Pero desaparecieron rápidamente.
Al ser refundado el pueblo y a lo largo de toda época colonial y republicana llegan muchas personas a establecerse en el pueblo, muchas venías de Cajamarca y diferentes partes del norte del Perú, su ascendencia fue principalmente Andaluz y Extremeño. Además también llegaban ascendencia quechua, cupisnique, etc.

## Atractivos turísticos
- Plaza de Armas: Se encuentra ubicada en la capital distrital de San José y ha sido adecuada al relieve y pendiente del suelo , aquí se encuentra ubicado el Palacio Municipal, la iglesia matriz y el Banco de la Nación, así como las casas de los vecinos más antiguos de este heroico pueblo.
- Iglesia Matriz: De origen colonial, fue construida desde 1897. Se ubica en la intersección de la calle José Balta y Jr. Pedro Yépez. Aquí se encuentra la imagen de San José de Patriarca remodelada en la actualidad casi en su totalidad , hoy en día ya tiene la categoría de templo.
- Cerro San José:Se yergue como el guardián del pueblo de san José , tiene una altura De 80 m s. n. m. Desde su cima se puede observar panorámicamente toda la belleza de la campiña sanjosefana.
- Bocatoma San Pedro:Importante obra hidráulica que consta de tres grandes compuertas que reparte el agua del río de Jequetepeque y la presa “Gallito Ciego” a San Pedro, Tecapa y San José. Su existencia permite que haya una serie de posas de aguas cristalinas que recibe el nombre de “Playa Hermosa”, muy concurrida especialmente en verano.
- Cerro Pitura:Pintoresco cerro en cuya falda está la bocatoma de San Pedro.

Desde su cima se observan los cerros Talambo y Horcón, la carretera de Cajamarca y el imponente Río Jequetepeque.
- Bosque Jagüey:Ocupa un área de 1000 ha, cubierta de abundantes algarrobales y otras plantas típicas de la costa donde vive una importante fauna silvestre.
- Bosque y complejo arqueológico El Cañoncillo: Área de conservación privada declarada mediante RM 804-204-AF el 16 de septiembre de 2004[10] que ocupan una aérea de 1 310,90 Há, propiedad de CAU TECAPA, título de propiedad de 18 de julio de 1980, cubiertas en su mayoría de algarrobos; presentan bellas lagunas donde vive una rica fauna silvestre tanto acuática como ribereña (gallaretas; zorros; cañanes; etc.). Son propicios para hacer camping; ecoturismo; paseos a caballo, canotaje; etc.

## Sitios arqueológicos
- Camino del Inca

Importante obra vial incaica que viene del sur (Paijan y Cupisnique), Cruza Mazanca y corta la carretera panamericana a la altura de Jagüey y San Martín de Porres, dirigiéndose al norte (Cherrepe), se observa todavía parte del empedrado.
- Wuaca Ñanpol

(Viene de ñanq Polquic=Asiendo del marido), llamada “Huaca La Rosa”, de origen Mochica –Chimú es de forma piramidal, ocupa una extensión de 800 m², se observa compartimiento de adobe.